# Twisted Coaster

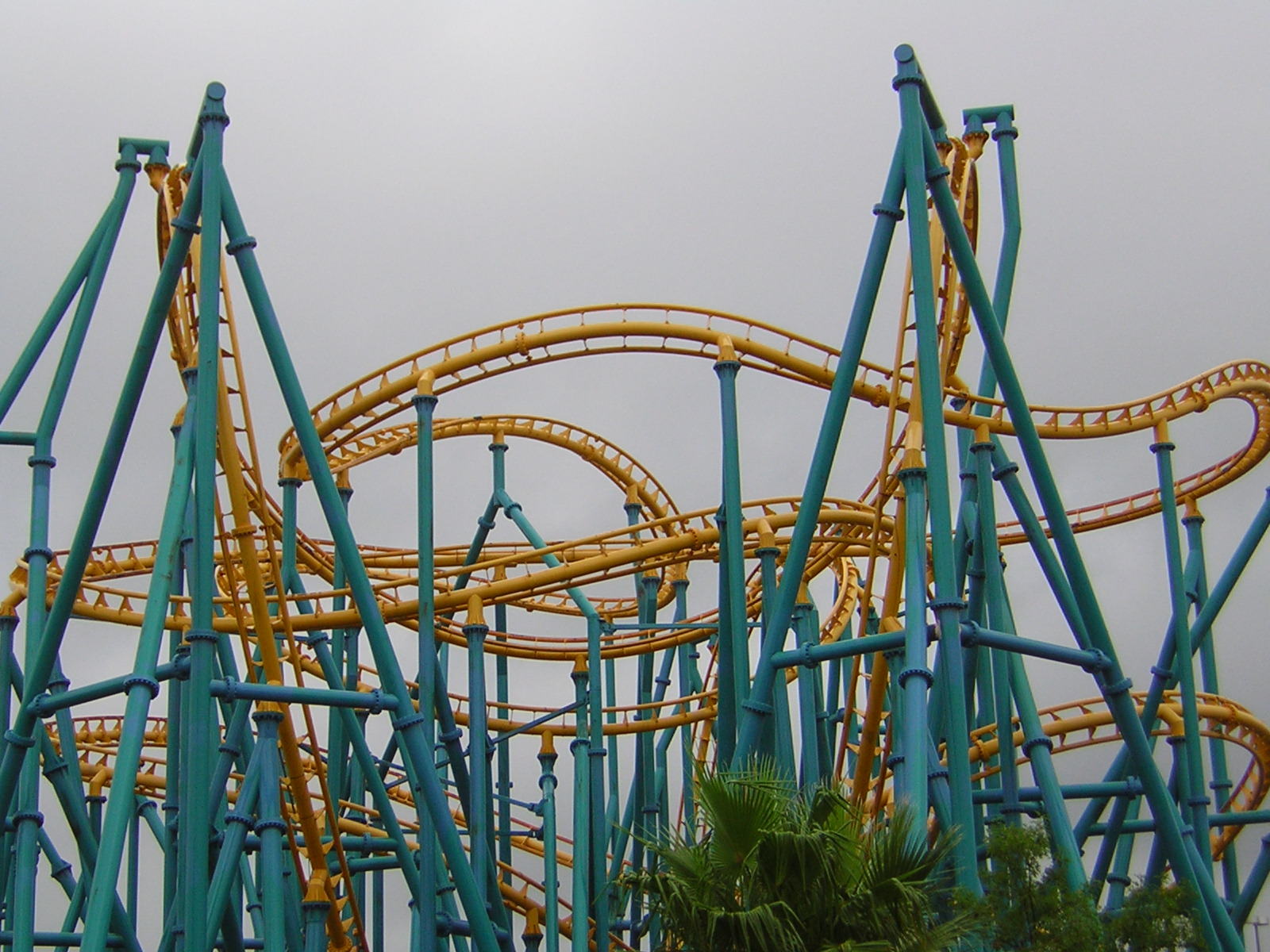
Poltergeist in Six Flags Fiesta Texas, San Antonio, Texas

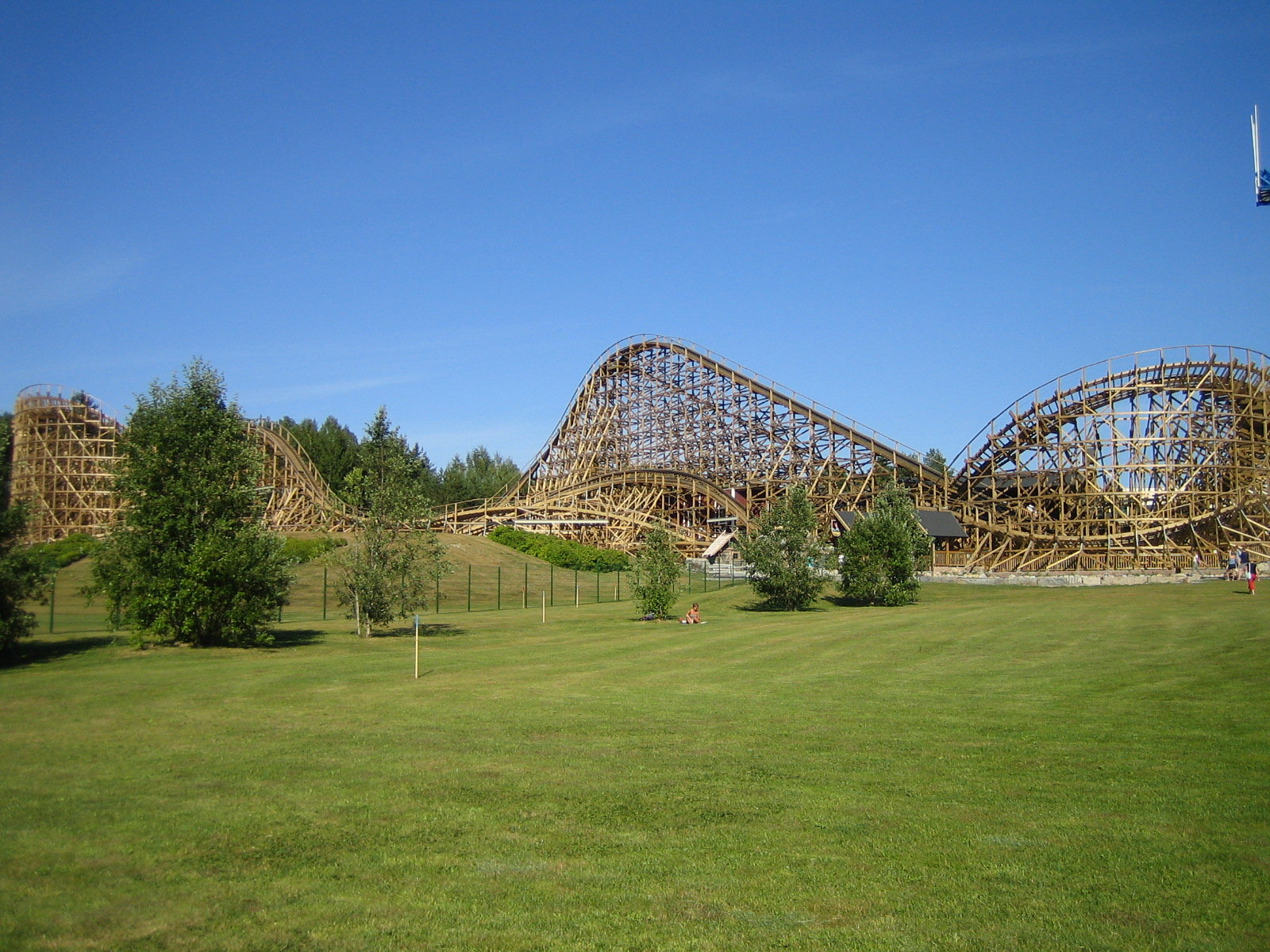
Thunderbird in PowerPark, Kauhava, Finnland

Ein Twisted Coaster oder Twister Coaster ist der allgemeine Name für jede Achterbahn, die dazu neigt, ihre Bahn mehrmals in sich zu verdrehen oder zu verweben. Es ist im Wesentlichen das Gegenteil eines Out and Back Coasters, der oft ein viel einfacheres Layout hat. Twisted Coaster haben oft die Illusion, kleine oder enge Abstände zu haben, da die Strecke normalerweise durch mehrere Stützstrukturen verläuft. Dies ist als Headchopper bekannt.
Twisted Coaster waren vor den 1920er Jahren unbekannt. John A. Miller wird die Erfindung von Upstop-Rädern und sicheren Schoßbügeln zugeschrieben, die Achterbahndesigner dazu veranlassten, wildere und kurvenreichere Layouts zu erstellen.
Ein gutes Beispiel für den Unterschied zwischen einem Out-and-Back-Design und einem Twisted-Design sind die Layouts von Apollo’s Chariot und Raging Bull, zwei von Bolliger & Mabillard entworfenen Hypercoaster-Achterbahnen, die 1999 erstmals gebaut wurden. Apollo’s Chariot verwendet ein traditionelles Out-and-Back-Layout, während es bei Raging Bull ein Twister ist.